# Joventut Badalona
Joventut Badalona (podle jména současného sponzora DKV Joventut, často také prostě Joventut) je španělský profesionální basketbalový klub hrající nejvyšší španělskou basketbalovou soutěž ACB.
V České republice je v poslední době tento klub více sledován, protože v jeho kádru nastupoval český reprezentant David Jelínek.

## Historie
Klub byl založen v roce 1930 pod názvem Penya Spirit of Badalona, později vystupoval také pod názvem Centre Esportiu Badaloni. Původně se jednalo o klub zaměřený kromě basketbalu i na další sporty - například cyklistiku nebo stolní tenis. V roce 1939 klub přijal svůj dnešní název Joventut Badalona a basketbal byl ustaven jako hlavní náplň činnosti klubu. Joventut se účastní pravidelně od jejího založení nejvyšší španělské basketbalové ligy a je jedním z mála klubů, který absolvoval všechny její ročníky (nikdy nesestoupil).
Joventut Badalona je historicky třetím nejúspěšnějším basketbalovým klubem ve Španělsku (za Realem Madrid a basketbalovým oddílem FC Barcelona).

## Největší úspěchy klubu

### Vítězství vEurolize
- 1993/94

### Vítězství veFIBA Poháru Korač
- 1980/81 1989/90

### Vítězství vešpanělské lize
- 1966/67 1977/78 1990/91 1991/92

### Vítězství ve španělském basketbalovém poháru
- 1947/48 1952/53 1954/55 1957/58 1968/69 1975/76 1996/97

### Vítězství vULEB Eurocup
- 2007/08